# アメリカン・ウイスキー

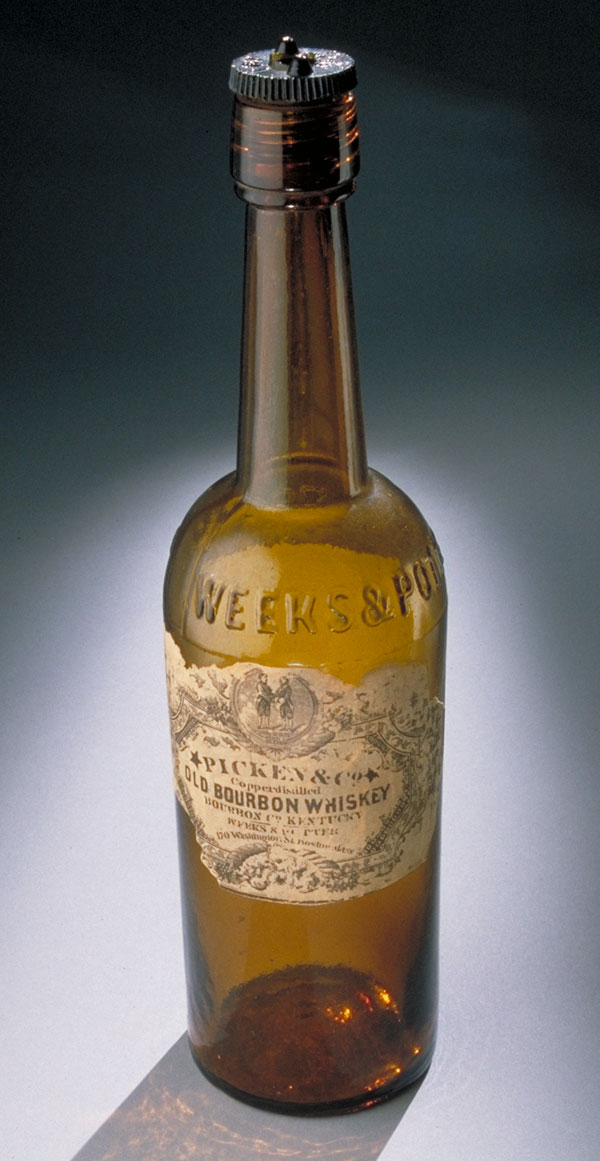
アメリカン・ウイスキーの一種、バーボン・ウイスキーの瓶（19世紀製造）

アメリカン・ウイスキー （英: American whiskey）とは、アメリカ合衆国で生産されるウイスキー。味わいは他の地域で生産されるウイスキーよりも軽い。

## 原料・製法と種類
アメリカン・ウイスキーはアメリカ合衆国連邦規則集第27編第5条の22により、以下のように規定されている。ただし、これらの規定はアメリカから輸出される蒸留酒については適用外である(同第5条の1)。
また、エタノール濃度は、熟成前の樽詰めの段階で62.5%以下でなければならない。
アメリカでは多様な穀物が収穫されることから、ウイスキーの原料として用いられる穀物も様々である。アメリカン・ウイスキーは、主要な原料および製法の違いによって、連邦規則集で以下の種類に分類されている。
| 名称                 | 原料                          | 製法                                       |
| -------------------- | ----------------------------- | ------------------------------------------ |
| バーボン・ウイスキー | トウモロコシが51%以上を占める | 内側を焦がした新しい樽で熟成               |
| コーン・ウイスキー   | トウモロコシが80%以上を占める | 古い樽、または内側を焦がしていない樽で熟成 |
| モルト・ウイスキー   | 大麦が51%以上を占める         | 内側を焦がした新しい樽で熟成               |
| ライ・ウイスキー     | ライ麦が51%以上を占める       | 内側を焦がした新しい樽で熟成               |
| ホイート・ウイスキー | 小麦が51%以上を占める         | 内側を焦がした新しい樽で熟成               |

なお、それぞれ熟成期間が2年間を超えるとストレート・バーボン・ウイスキー、ストレート・コーン・ウイスキー、ストレート・モルト・ウイスキー、ストレート・ライ・ウイスキー、ストレート・ホイート・ウイスキーとなる。ストレート・ウイスキーは、アメリカン・ウイスキーの生産量のおよそ半分を占める。ストレート・ウイスキーに他のウイスキーまたはスピリッツを混ぜたものを、ブレンデッド・ウイスキーという。この場合、ストレート・ウイスキーが20%以上を占めていなければならない。また、ブレンデッド・ウイスキーのうち、ストレート・バーボン・ウイスキーを50%以上含むものをブレンデッド・バーボンという。

### その他の呼称
連邦規則集で規定されてはいないものの、アメリカン・ウィスキーの詳細な種類を示す呼称としては次のものがある。
- テネシー・ウイスキー

連邦規則集でバーボン・ウイスキーに分類されるもののうち、テネシー州で製造され、樽で熟成する前にテネシー州産サトウカエデの木炭を用いて濾過したものをテネシー・ウイスキーという。
- シングルモルト

連邦規則集においては「シングルモルト」を含め、「シングル」という用語についての規定は存在しない。モルトしか使っていないことを強調するために「シングル」を付けているのか、単一蒸溜所のモルトウイスキー原酒のみを使っているのかは表示だけでは分からない。

## 歴史

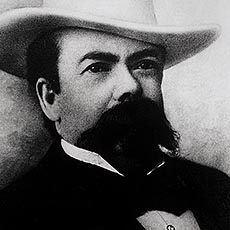
テネシー・ウイスキーの地位確立に貢献したジャック・ダニエル

北アメリカにおける蒸留酒の製造技術は、ヨーロッパからもたらされた。植民がはじまった当初はオランダ人がジンを、フランス人がブランデーを製造するなどしていた。その後、西インド諸島産の糖蜜からラム酒が製造されるようになり、続いてライ麦やトウモロコシが用いられるようになった。ウイスキーの蒸留を始めたのは、東海岸に植民したスコッチ・アイリッシュと呼ばれるスコットランド人およびアイルランド人である。
アメリカ合衆国の独立後、政府がウイスキーに対し重税を課すことを決定すると、蒸留業者の多くは税金から逃れるために東部から内陸部のケンタッキー州やテネシー州へ移動した。内陸部の気候はトウモロコシの栽培に適していたためこれを原料とする蒸留酒が製造されるようになり、バーボン・ウイスキーの製法が確立されていった。これについては、ジョージタウンの牧師エライジャ・クレイグの製法を、蒸留業者が模倣したといわれている。アメリカン・ウイスキーの多くで採用されている、内側を焦がした樽を用いた熟成法も、エライジャ・クレイグが1785年に考案したといわれている。南北戦争後には連続式蒸留機と呼ばれる大量の蒸留を可能とする装置が普及し、生産量が増大した。
連邦規則集上はバーボン・ウイスキーの範疇に入るテネシー・ウイスキーは、1904年、ジャック・ダニエル製造のウイスキーがセントルイスで催された博覧会で金賞を受賞したことをきっかけとして広く認知されるようになった。ジャック・ダニエルは、1866年に政府公認第1号の蒸留所（ジャック・ダニエル蒸留所）をテネシー州ムーア郡リンチバーグに創業したことでも知られる。
1920年に連邦禁酒法が施行され酒類の製造・販売が禁止されると、ウイスキー蒸留所の閉鎖が相次いだ。1933年に同法が撤廃されると復興が始まったが、州によっては州法としての禁酒法が残り、復興が遅れたケースもある（一例としてテネシー州では1938年まで禁酒法が存続した）。第二次世界大戦の勃発も逆風となり、復興が軌道に乗ったのは1950年代に入ってからである。